# Magaly Ruiz
Doris Magaly Ruiz Lastres (Santa Clara (Cuba), 1941), es una compositora y pedagoga cubana. 

## Trayectoria
En 1981 recibió el título en composición musical en el Instituto Superior de Arte de La Habana, (título que tiene homologado al título de España de Profesora de Nivel Superior de: Armonía, Contrapunto, Composición y Análisis Musical). Ha estudiado con los profesores Harold Gramatges, José Ardévol, Félix Guerrero, César Peréz Sentenat, Juan Elósegui, Alfredo Diez Nieto, Dolores Torres y Roberto Valera. 
Ha trabajado como profesora titular de varias asignaturas de nivel medio y superior de música. Tiene una amplia participación en eventos de caracteres pedagógicos y ha dirigido numerosos trabajos de investigación de índole pedagógica. Sus composiciones musicales han sido premiadas en diversos concursos y ha integrado diferentes jurados en concursos de composición. Sus trabajos de investigación musical han sido publicados en revistas de alto prestigio a nivel internacional. 

## Obras
Varias de sus obras están incluidas en los planes de estudio del Conservatorio Amadeo Roldán, así como en las del Instituto Superior de Arte de La Habana y del Instituto Superior Pedagógico Enrique José Varona.
Sus composiciones han sido interpretadas en numerosos festivales internacionales tales como: Festival Internacional de Música Contemporánea de La Habana, el Festival Internacional Boleros de Oro, el Festival Internacional Sonidos de América celebrado en el Carnegie Hall de Nueva York, el Festival Internacional Donne in Musica en Fiuggi, Italia, el Festival Internacional Mujeres en el Arte, Comuarte, tanto en México como en España.

## Premios y distinciones
Entre las distinciones que ha recibido cabe mencionar Medalla por la Educación Cubana; Medalla al Mérito Pedagógico; Medalla José Tey; Distinción Especial del Ministro de Educación Superior; Premio a la Totalidad de la Obra Musical Creada de la Unión Nacional de Escritores y Artistas de Cuba, Distinción por la Cultura Nacional Cubana.
Su currículo aparece publicado en diccionarios tan prestigiosos como «The New Grove Dictionary of Music and Musicians» y el «Diccionario Iberoamericano de la Música». 

## Catálogo de obras musicales
Música sinfónica
- Tres piezas para pequeña orquesta, 1977.
- Estructura tritemática para orquesta sinfónica, 1977.
- Concierto para oboe y orquesta, 1979.
- Tres ambientes sonoros, 1981

Música de Cámara
- Trío, 1976
- Sonata para chelo y piano, 1977.
- Juegos con metales, 1977
- Movimientos para cuarteto de cuerdas n.º 1, 1978.
- Canción para un amigo, saxofón, contralto y piano, 1978.
- Tres piezas cubanas, violín y piano, 1978.
- Movimiento para cuarteto de cuerdas n.º 2, 1980.
- Variaciones en habanera, para oboe y piano, 1983.
- Variaciones en habanera, versión para flauta y piano,1995.
- Tres piezas, trombón y piano, 1994.
- Fantasía, violín y piano, 1994.
- Yugo y Estrella, cuarteto de cuerdas, 1995.
- Dos para tres, flauta y piano, 1995.
- Tres piezas cubanas, flauta y piano, 1995.
- Cuasi Danzón, trombón y piano, 1996.
- Dos piezas cubanas para clarinete, 1997.
- Danzón, para chelo y piano, 1998.
- Tema con variaciones para trombón 1998.
- Danzón para saxofón tenor, 1998.
- Habanera, para guitarra, 1998.
- Dos piezas para clarinete, 1998.

Coro
- Altura y pelos, coro mixto, texto: César Vallejo, 1976.
- Al oído de una muchacha, texto: García Lorca, coro mixto, 1976.
- Canción para dos pueblos (habanera y guajira), coro mixto, 1994.
- A Ili, coro femenino, 1995.
- A Glaimí (cinco piezas), coro infantil, 1996.

Piano
- Tres preludios para piano, 1978.
- Tres estudios cubanos para piano, 1980.
- Estudios cubanos del 4 al 12, 1978.
- Pequeñas piezas cubanas, 1988.
- Piezas a cuatro manos (primera serie), 1990.
- Piezas a cuatro manos (segunda serie), 1994.
- Estudio en mambo n.º 13, 1994.
- 20 Miniaturas cubanas para piano, 1995.
- Tres Habaneras para piano, 2003.

Voz y Piano
- Pueblo entre lomas (guajira), 1966.
- A Víctor Jara, (canción), 1978.
- Dos canciones para niños: Abuelita, Trota que trota mi caballito, 1984.
- Tríptico Homenaje: Te recuerdo en un canto, Mi mariposa, Esa cabeza blanca, mezzo-soprano y piano, 1985.
- Corazón no me traiciones más, bolero, 1994.
- Cómo te quiero, bolero, 1994.
- Con tu piel y con tu cuerpo, bolero, 1995.